# Otto Carlsund

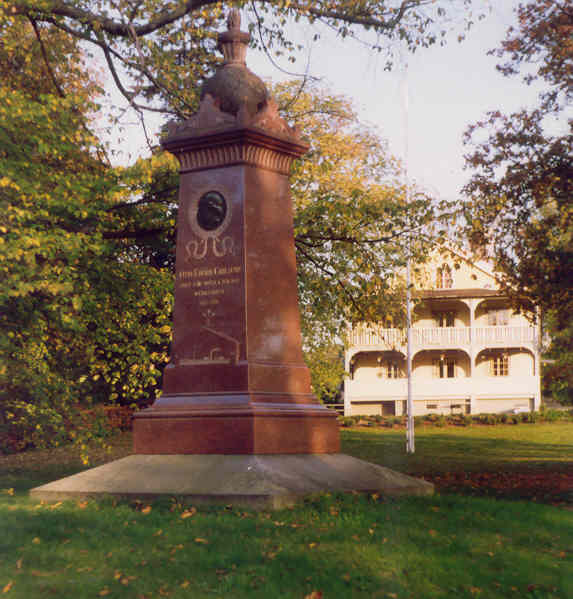
Minnesmärke över O.E. Carlsund vid Motala Verkstad i Motala.

Otto Edvard Carlsund, född 1 oktober 1809 i Karlskrona, död 24 februari 1884 i Stockholm var en svensk fartygskonstruktör och industriman.
Otto Carlsund var son till stadsbokhållaren och hovkamreren Jonas Carlsund och bror till Anton Carlsund. Redan som ung visade han anlag för mekanik och konstruerade små fartyg och kvarnar och försökte även bygga en evighetsmaskin. 1829 blev han student vid Lunds universitet där han efter familjens önskan studerade juridik. Han studerade dock även matematik och fysik. År 1832 blev han elev vid Norrköpings varv, där han utförde fartygsbyggen åt John Swartz den yngre. Han stod i brevkontakt med sin äldre bror Anton Carlsund som gav honom råd samtidigt som Otto Edvard vidarebefordrade information om de ångmaskinsexperiment som genomfördes i staden till brodern. Han studerade även maskinteknik vid Brevens bruk, i Göteborg och Norrköping. År 1833 blev han befälhavare på ångfartyget Rosen som gick i trafik Stockholm-Norrköping. Sedan den äldre brodern Anton avlidit 1834, tog Otto Carlsund över dennes verksamhet som fartygs- och skeppsbyggare på Kolboda varv. År 1835 byggde han hjulångaren Strömkarlen, 1836 Norrland och 1838 Örnsköld. Som befälhavare på Norrland var Carlsund 1837 den förste kaptenen på en ångbåtslinje till Norrland. Åren 1839–1843 vistades Carlsund i England, där han studerade fartygsbyggeri vid varv i London. Här träffade Carlsund John Ericsson, som introducerade honom för sin nyuppfunna propeller.
Han efterträdde Daniel Fraser som ledare för Motala Verkstad 1843 och var ledare för varvet till 1870.  
Under Carlsunds tid konstruerades verkstadens första lokomotiv, Carlsund, 1862. Man övergick från att bygga båtskrov i trä till att göra dem i järnplåt. Efter att John Ericsson i USA konstruerat propellern, skickade denne ritningarna till Carlsund, som efter vissa korrigeringar såg till att alla verkstadens fartyg byggdes för propellerkraft. Några år efter Ericssons Monitor sjöslag med CSS Virginia i Amerikanska inbördeskriget, konstruerade Motala Verkstad Sveriges första Monitor, som fick namnet John Ericsson.
Carlsund var en pionjär då det gällde isförstärkta fartyg, och stod som konstruktör till bland andra Gotlandsbolagets första fartyg, S/S Polhem, som gick av stapeln 1858. Hon var omkring 31 meter lång och hade en kolvångmaskin på 60 nominella hästkrafter, och torde vara det första fartyg som byggts speciellt för åretrunttrafik i Östersjön. S/S Sofia, som Nordenskjöld företog forskningsresor till Spetsbergen och Grönland med, var också Carlsunds konstruktion, byggd 1864.
Carlsund var en sträng och enväldig ledare, men han var också rättvis och i tysthet god och hjälpsam, vilket gjorde honom populär. Hans öknamn var "Gubben". En gång blev han så arg på plåtslagarverkmästaren att han slog till honom inför arbetarna. Detta ledde till verkstadens första strejk, då alla gick hem. Carlsund ångrade sig och syntes snart promenera arm i arm med verkaren och strejken slutade. De båda blev vänner för livet och Carlsund satte honom som föreståndare vid Lindholmens varv, när detta inköptes av verkstaden. [källa behövs]
Efter att han lämnat Motala, flyttade Carlsund med sin familj till Stockholm och var riksdagsledamot åren 1870–1881.
Carlsund invaldes 1854 som ledamot nummer 518 av Kungliga Vetenskapsakademien. Han är begravd på Solna kyrkogård.